# Julien Palma
Julien Palma (Orleans, 1 de gener de 1993) és un ciclista francès especialista en pista.

## Palmarès
- 2010
  -  Campió del món júnior en Velocitat per equips (amb Benjamin Edelin i Kévin Guillot)
  -  Campió d'Europa júnior en Velocitat
  -  Campió d'Europa júnior en Quilòmetre Contrarellotge
  -  Campió d'Europa júnior en Velocitat per equips (amb Benjamin Edelin i Kévin Guillot)
- 2011
  -  Campió del món júnior en Keirin
  -  Campió d'Europa júnior en Velocitat per equips (amb Benjamin Edelin i Anthony Jacques)